# داوید ادونکور
داوید ادونکور (به آلمانی: David Odonkor) بازیکن فوتبال و هافبک اهل آلمان است که از سال ۲۰۰۶ میلادی عضو تیم ملی فوتبال آلمان بوده‌است. وی در ۱۶ بازی ملی حضور داشته است و آخرین بازی ملی خود را در سال ۲۰۰۸ میلادی انجام داد. داوید ادونکور در بازی‌های ملی‌اش ۱ گل به ثمر رساند.